# Village of the Damned
Village of the Damned (no Brasil, A Cidade dos Amaldiçoados; em Portugal, A Cidade dos Malditos) é um filme estadunidense de 1995, do gênero terror, dirigido por John Carpenter. Trata-se de um remake de filme homônimo de 1960, por sua vez, baseado na novela The Midwich Cuckoos de John Wyndham. Nessa refilmagem, o cenário foi uma cidade dos Estados Unidos, enquanto no livro é uma do Reino Unido.
Christopher Reeve é o protagonista, em seu último papel antes do acidente que o deixaria paralítico.

## Elenco Principal
| Ator              | Papel             |
| ----------------- | ----------------- |
| Christopher Reeve | Dr. Alan Chaffee  |
| Kirstie Alley     | Dra. Susan Verner |
| Linda Kozlowski   | Jill McGowan      |
| Michael Paré      | Frank McGowan     |
| Meredith Salenger | Melanie Roberts   |
| Mark Hamill       | Reverendo George  |
| Thomas Dekker     | David McGowan     |
| Lindsey Haun      | Mara Chaffee      |

## Sinopse
Uma pequena vila americana chamada Midwich é vítima de um estranho fenômeno que deixa todos seus habitantes desmaiados por seis horas. A partir desse momento várias mulheres do lugar ficam grávidas, numa relação direta com o fenômeno. A agente governamental, Dra. Susan Verner, propõe às mulheres que aceitarem continuar com a gravidez, total assistência médica e bolsa em dinheiro mensal às crianças, pagas pelo governo, com a condição de que elas permitam exames e demais acompanhamentos nesses filhos. Algumas mulheres dizem que não aceitarão a oferta e farão o aborto mas estranhamente, depois de uma noite de sonhos, mudam de ideia. Nove meses depois as crianças nascem e a doutora Susan Verner rapta uma delas sem a mãe saber e a leva para dissecação. Quando crescem, as crianças parecem formar pares entre elas, menos David (o filho da professora viúva Jill), que seria o par da garota levada pela Dra. Susan. Todas as crianças possuem os mesmos traços (marcadamente cabelos platinados) e incríveis poderes mentais os quais usam sem o menor indício de compaixão ou humanidade. Apenas David parece desenvolver emoções e silenciosamente não concorda com as ações dos demais. Enquanto isso, a população se revolta contra as crianças e, juntamente com o governo, tentam detê-las.